# Zoë Strachan
Zoë Strachan (Kilmarnock, 1975) è una scrittrice e giornalista scozzese, docente universitaria. Ha conseguito lauree in archeologia (Università di Glasgow) e Scrittura creativa (Università di Strathclyde),.
Strachan è successivamente diventata tutore in Scrittura creativa presso l'Università di Glasgow
e vive in questa città con la sua partner, la scrittrice Louise Welsh.

## Opere
Gli scritti di Zoë Strachan sono stati pubblicati su New Writing 15, Bordercrossing Berlin, The Edinburgh Companion to Contemporary Scottish Literature e  la rivista letteraria The Antigonish Review. Nel 2006 è stata nominata prima writer-in-residence presso il Museo Nazionale di Scozia a Edimburgo. Il suo primo romanzo, Negative Space, è stato pubblicato nel 2002 da Picador e ha vinto il Premio Betty Trask Award nel 2003, nominato anche come libro esordiente nel Saltire First Book of the Year Award. Nel 2004 ha pubblicato il suo secondo romanzo, Spin Cycle. Nel 2008 le è stato assegnata la fellowship Hermann Kesten e nel 2011 è uscito il suo romanzo Ever Fallen In Love, nominato al London Book Award 2012.